# هيلين ميريل
هيلين ميريل (بالإنجليزية: Helen Merrill)‏ هي مغنية أمريكية، ولدت في 21 يوليو 1930 في نيويورك في الولايات المتحدة.

## وصلات خارجية
- الموقع الرسمي
- هيلين ميريل على موقع IMDb (الإنجليزية)
- هيلين ميريل على موقع ميوزك برينز (الإنجليزية)
- هيلين ميريل على موقع أول ميوزيك (الإنجليزية)
- هيلين ميريل على موقع ديسكوغز (الإنجليزية)